# Konrad Schober
Konrad Schober (* 1. Dezember 1963 in Rosenheim) ist ein deutscher Verwaltungsbeamter. Er ist seit 2022 der Regierungspräsident von Oberbayern. 

## Leben
Konrad Schober besuchte das Gymnasium Bad Aibling und erlangte dort 1983 die Allgemeine Hochschulreife. Anschließend studierte er von 1983 bis 1986 am Fachbereich Polizei der Bayerischen Beamtenfachhochschule, legte die Laufbahnprüfung für den gehobenen Dienst (3. Qualifikationsebene) ab und schloss das Studium als Diplom-Verwaltungswirt (FH) ab.
Nach dem Studium war er von 1986 bis 1995 in verschiedenen Verwendungen in Stabs- und Linienfunktionen tätig. Dabei war er unter anderem Leiter einer Polizeiinspektion und Leiter eines Sachgebietes einer Direktion. Danach studierte er von 1995 bis 1997 an der Polizeiführungsakademie Münster und legte die Laufbahnprüfung für den höheren Dienst (4. Qualifikationsebene) ab.
Anschließend trat Schober in den Dienst des Bundesministerium des Innern in Bonn und war dort von 1997 bis 1999 Referent und stellvertretender Referatsleiter. Er kehrte nach Bayern zurück und war von 1999 bis 2006 Referent und Sachbereichsleiter in der Abteilung Öffentliche Sicherheit und Ordnung im Bayerischen Staatsministerium des Innern. In den Jahren 2006 und 2007 bildete er sich im 20. Lehrgang für Verwaltungsführung neun Monate in Vollzeit weiter. Nach Absolvierung des Lehrgangs war er von 2007 bis 2008 zunächst in seiner vorherigen Position tätig, wechselte dann allerdings 2008 als Leiter des Sachgebietes „Angelegenheiten des Innenministeriums“ in die Vertretung des Freistaates Bayern beim Bund unter gleichzeitiger Zuweisung an die Bayerische Staatskanzlei.
Danach war Schober von 2015 bis 2016 Leiter des Sachgebietes „Politische Planung, Grundsatzfragen der Innenpolitik“ im Staatsministerium des Innern, für Bau und Verkehr sowie zugleich „Asylkoordinator“ des Staatsministeriums während der Flüchtlingskrise 2015/2016. Im Anschluss nahm er von 2016 bis 2017 die Leitung des Ministerbüros von Staatsminister Joachim Herrmann (CSU) wahr. Er avancierte 2017 zum Ministerialdirigenten und Leiter der Abteilung Planung, Kommunikation und Strategie im Staatsministerium des Innern, für Sport und Integration und war zuletzt gleichzeitig Koordinator für Bewältigung der COVID-19-Pandemie.
Am 1. Februar 2022 trat er die Nachfolge von Maria Els als Leiter der Regierung von Oberbayern an. Seine Ernennung zum Regierungspräsidenten erfolgte mit Wirkung vom 1. Mai 2022.

## Werke
- Europäische Polizeizusammenarbeit zwischen TREVI und Prüm. C.F. Müller, Heidelberg 2017, ISBN 978-3-8114-4258-0